# 상계역
상계역(上溪驛, Sanggye station)은 서울특별시 노원구 상계로에 있는 수도권 전철 4호선의 지하철역이다. 상계5동과 중계4동에 걸쳐 있고, 당현천 위에 있는 역이다. 향후 서울 경전철 동북선과의 개통과 함께 환승이 예정돼 있다. 상계(上溪)라는 명칭은 인근 하천인 한천의 계곡 윗부분을 칭하는 지역명에서 유래됐다.

## 역사
- 1983년 9월 13일 - 상계역으로 역명 결정[2]
- 1985년 4월 20일 - 서울 지하철 4호선 상계~한성대입구 구간 개통과 함께 영업 개시
- 1993년 4월 21일 - 상계 ~ 불암산 구간 연장 개통과 함께 중간역이 됨
- 2020년 6월 11일 - 서울 지하철 4호선 상계역 추돌 사고가 발생했다.

## 특이 사항
- 1999년 2월에 배우 한고은이 활동했던 휠라코리아의 《윈드서핑》 편이 승강장에서 촬영되었던 곳이기도 하다.

## 역 구조
2면 2선의 곡선 상대식 승강장이 있는 지상역이며, 승강장은 난간형 스크린도어가 설치돼 있다. 출구는 4개가 있다.

### 승강장
| 불암산 ↑ |
| \| 상    |
| ↓ 노원   |

| 상행 | ● 수도권 전철 4호선 | 불암산(당고개)·별내별가람 · 풍양 · 오남 · 진접(경복대학) 방면                     |
| 하행 | ● 수도권 전철 4호선 | 노원 · 창동 · 혜화(서울대학교병원)·동대문 · 명동(우리금융타운)·금정 · 오이도 방면 |

## 역 주변
- 서울계상초등학교
- 대림아파트
- 벽산아파트
- 미래산업과학고등학교
- 불암산
- 불암산자연공원
- 삿갓봉근린공원
- 상계3동 파출소
- 상계5동 우편취급국
- 상계5동행정복지센터
- 상계제일중학교
- 상계조인치과의원
- 상계중앙시장
- 재현중학교
- 재현고등학교
- 중계중학교
- 서울중계초등학교
- 중계4동행정복지센터
- 충인교회
- 상계중학교

## 이용객 변동
| 노선  | 노선   | 일평균 인원수 (명/일) | 일평균 인원수 (명/일) | 일평균 인원수 (명/일) | 일평균 인원수 (명/일) | 일평균 인원수 (명/일) | 일평균 인원수 (명/일) | 일평균 인원수 (명/일) | 일평균 인원수 (명/일) | 일평균 인원수 (명/일) | 일평균 인원수 (명/일) | 각주  |
| 노선  | 노선   | 2000년                | 2001년                | 2002년                | 2003년                | 2004년                | 2005년                | 2006년                | 2007년                | 2008년                | 2009년                | 각주  |
| ----- | ------ | --------------------- | --------------------- | --------------------- | --------------------- | --------------------- | --------------------- | --------------------- | --------------------- | --------------------- | --------------------- | ----- |
| 4호선 | 승차   | 30,138                | 29,034                | 28,409                | 27,281                | 26,458                | 25,502                | 24,927                | 24,309                | 23,900                | 23,804                | [ 3 ] |
| 4호선 | 하차   | 25,793                | 24,907                | 25,049                | 24,373                | 23,638                | 22,930                | 22,446                | 21,922                | 21,664                | 21,242                | [ 3 ] |
| 4호선 | 승하차 | 55,932                | 53,941                | 53,458                | 51,654                | 50,096                | 48,432                | 47,373                | 46,231                | 45,564                | 45,047                | [ 3 ] |
| 노선  | 노선   | 2010년                | 2011년                | 2012년                | 2013년                | 2014년                | 2015년                | 2016년                | 2017년                | 2018년                |                       | [ 3 ] |
| 4호선 | 승차   | 23,767                | 23,751                | 23,481                | 23,512                | 23,347                | 22,886                | 22,482                | 21,903                | 21,237                |                       | [ 3 ] |
| 4호선 | 하차   | 21,173                | 21,101                | 20,864                | 20,983                | 20,859                | 20,524                | 20,181                | 19,576                | 19,112                |                       | [ 3 ] |
| 4호선 | 승하차 | 44,940                | 44,852                | 44,345                | 44,496                | 44,206                | 43,410                | 42,663                | 41,479                | 40,349                |                       | [ 3 ] |

## 인접한 역
| 서울 지하철 4호선    | 서울 지하철 4호선   | 서울 지하철 4호선    |
| -------------------- | ------------------- | -------------------- |
| 409 불암산 진접 방면 | ● 수도권 전철 4호선 | 411 노원 오이도 방면 |

## 사진

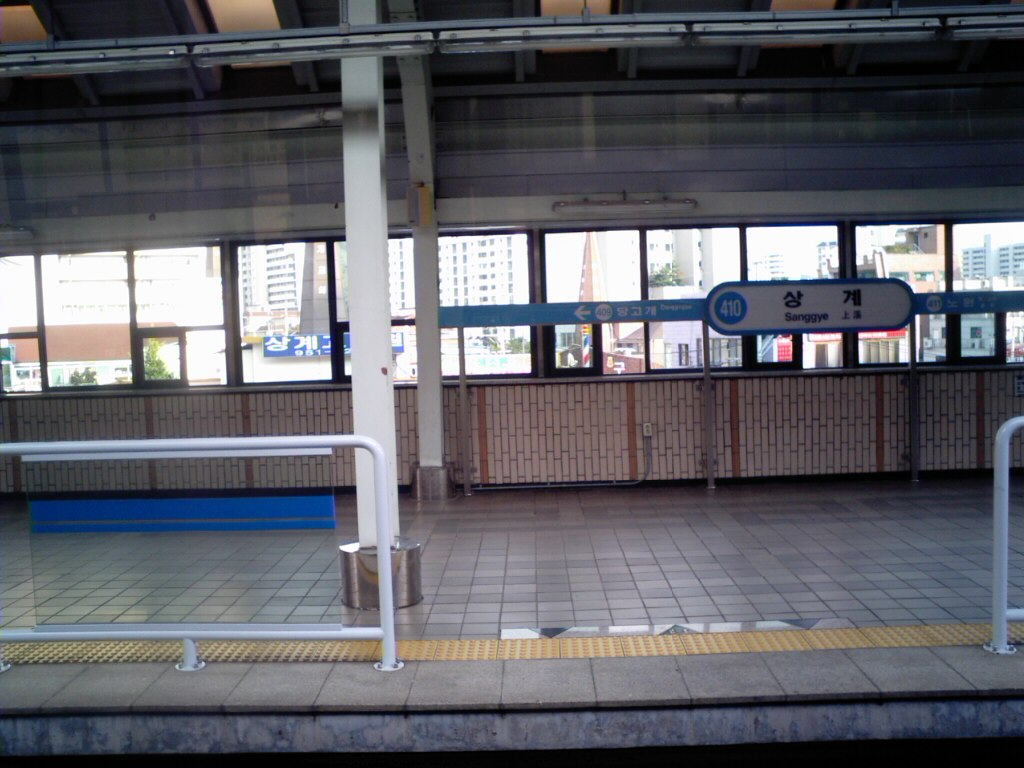
진접역 방면 승강장 (스크린도어 설치 전)
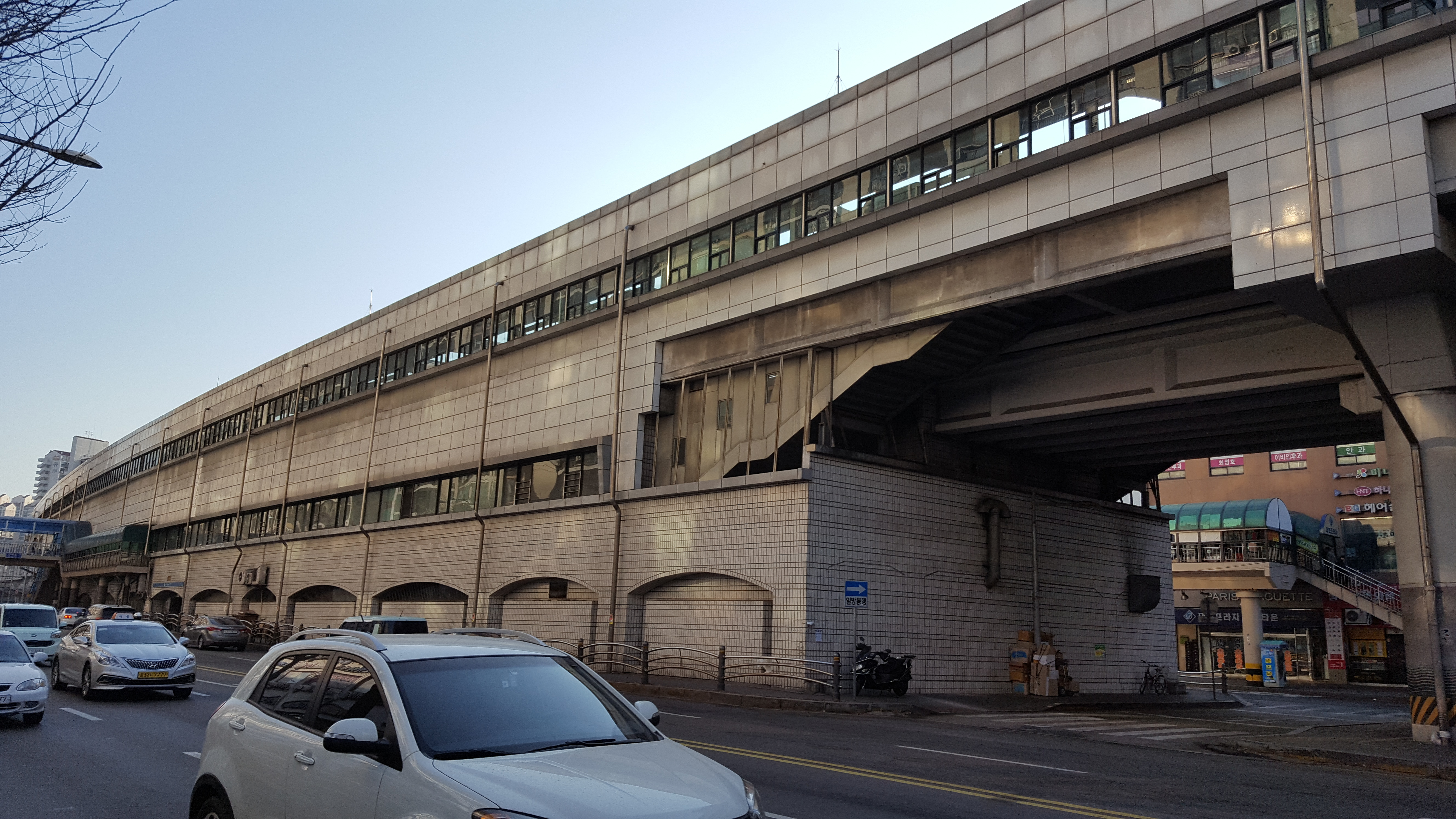
역사